# Palazzo Ximenes da Sangallo

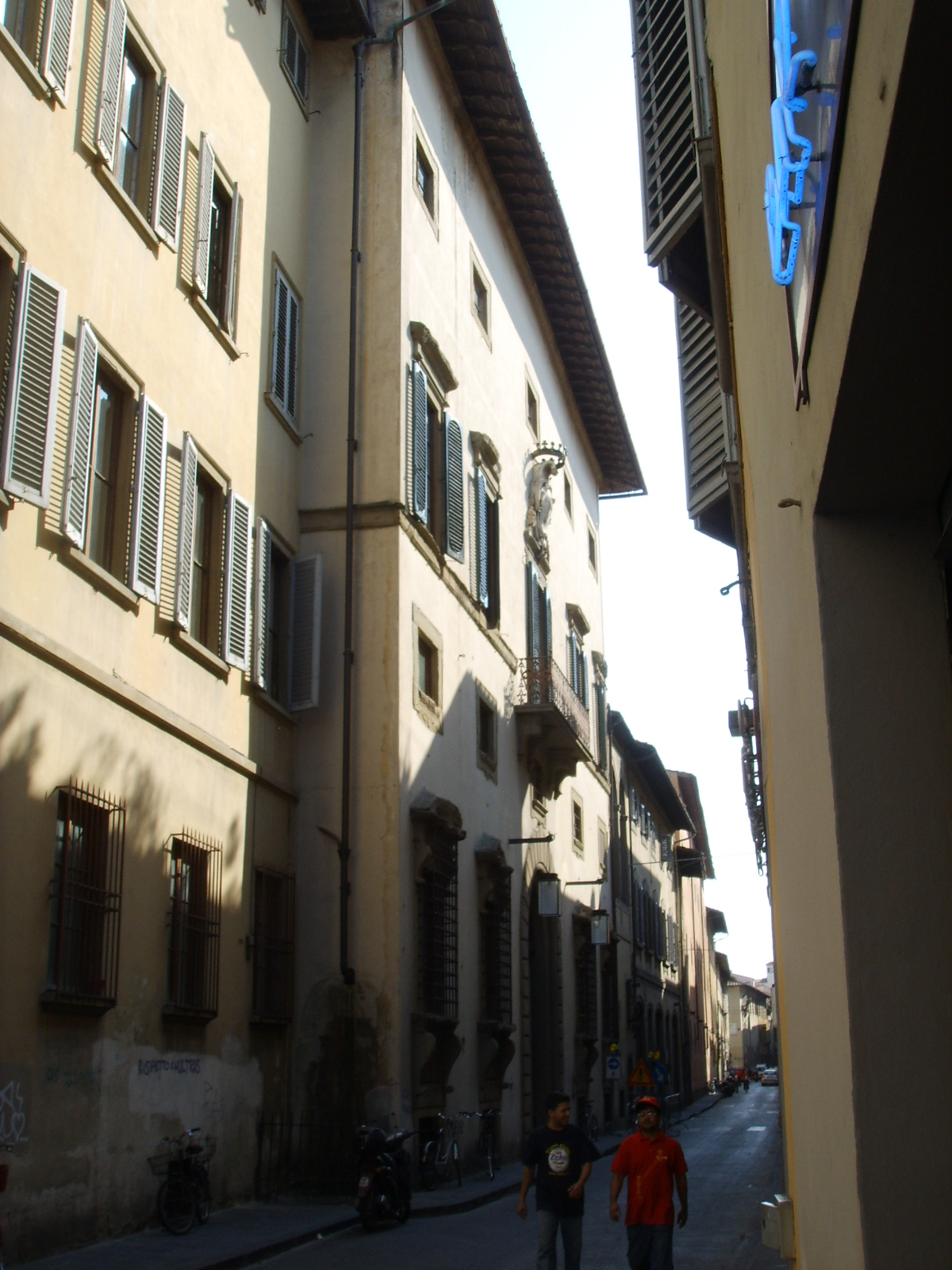
Fachada do Palazzo Ximenes da Sangallo.

O Palazzo Ximenes-da Sangallo, ou Palazzo Panciatichi-Ximenes, é um palácio de Florença que se encontra no número 68 do Borgo Pinti, esquina com a Via Giusti.

## História

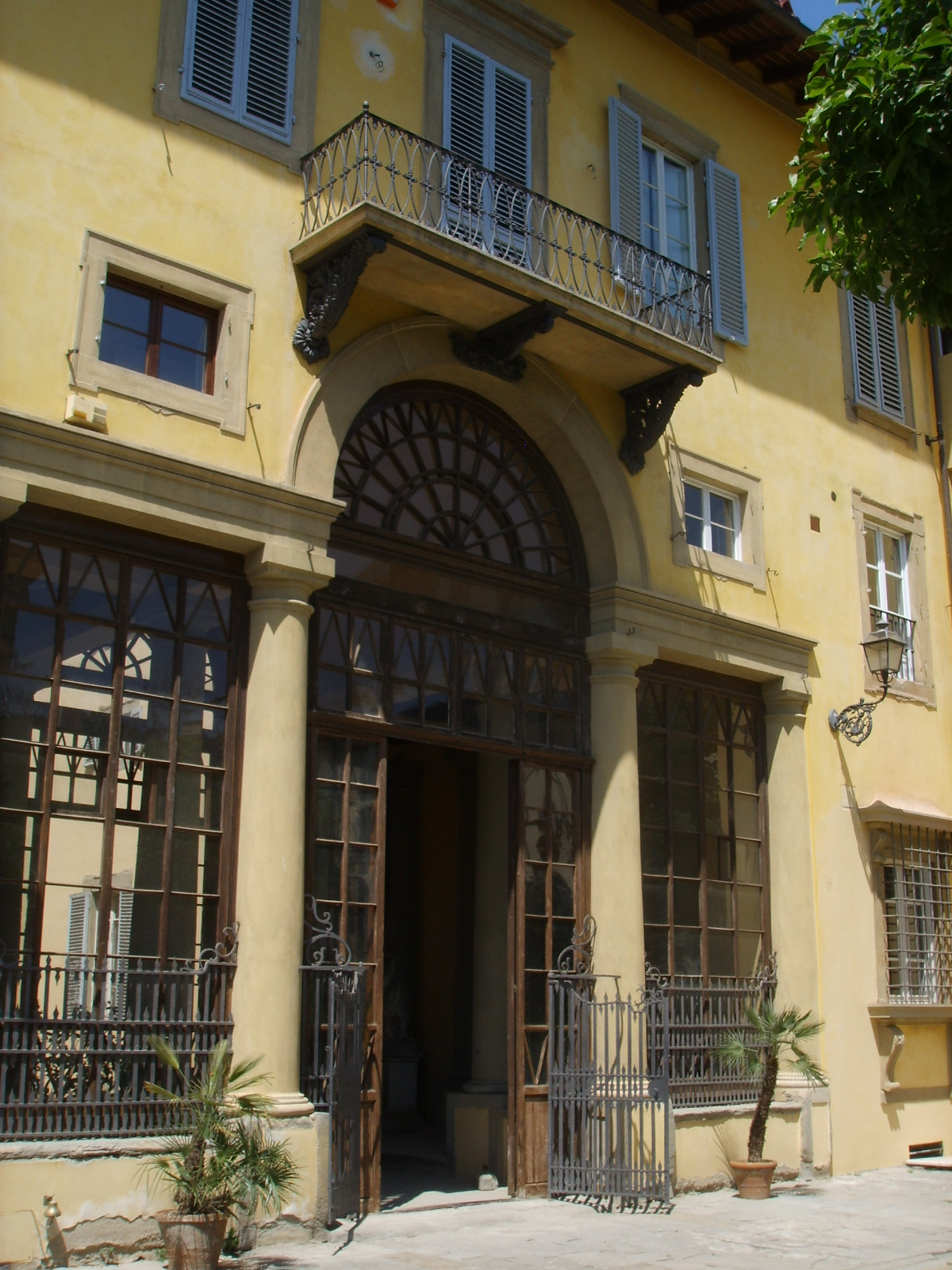
Fachada traseira, voltada ao jardim.

Cerca de 1490, os célebres irmãos Giuliano e Antonio da Sangallo adquiriram o terreno para construir a sua habitação, projectada por eles próprios. Giorgio Vasari explica como neste palácio os dois irmãos "conduziram em Florença, nas suas casas, uma infinidade de coisas antigas de mármores belíssimos (...)", fazendo do palácio uma espécie de museu pessoal, parecido com os dos poderosos senhores que serviram nas suas vidas; aqui figuravam estátuas antigas e modernas e pinturas de célebres artistas como Sandro Botticelli e Antonio del Pollaiolo. Apesar das enormes dimensões, as duas fachadas criam uma relação harmoniosa entre o vazio e o cheio, com uma elegante mistura entre a superfície e os elementos decorativos.
Os seus descendentes continuaram a habitar o palácio mas as colecções foram, pouco a pouco, dispersas por incúria, até à venda do edifício, em 603, ao português Sebastião Ximenes, cuja família havia acumulado uma considerável fortuna com o comércio. Naquele período, foram realizadas modificações no palácio por obra do arquitecto Gherardo Silvani, que ampliou o edifício e criou o jardim, hoje muito redimensionado depois de ter sido sacrificado, em 1865, para deixar passar a nova Via del Mandorlo (actual Via Giusti).

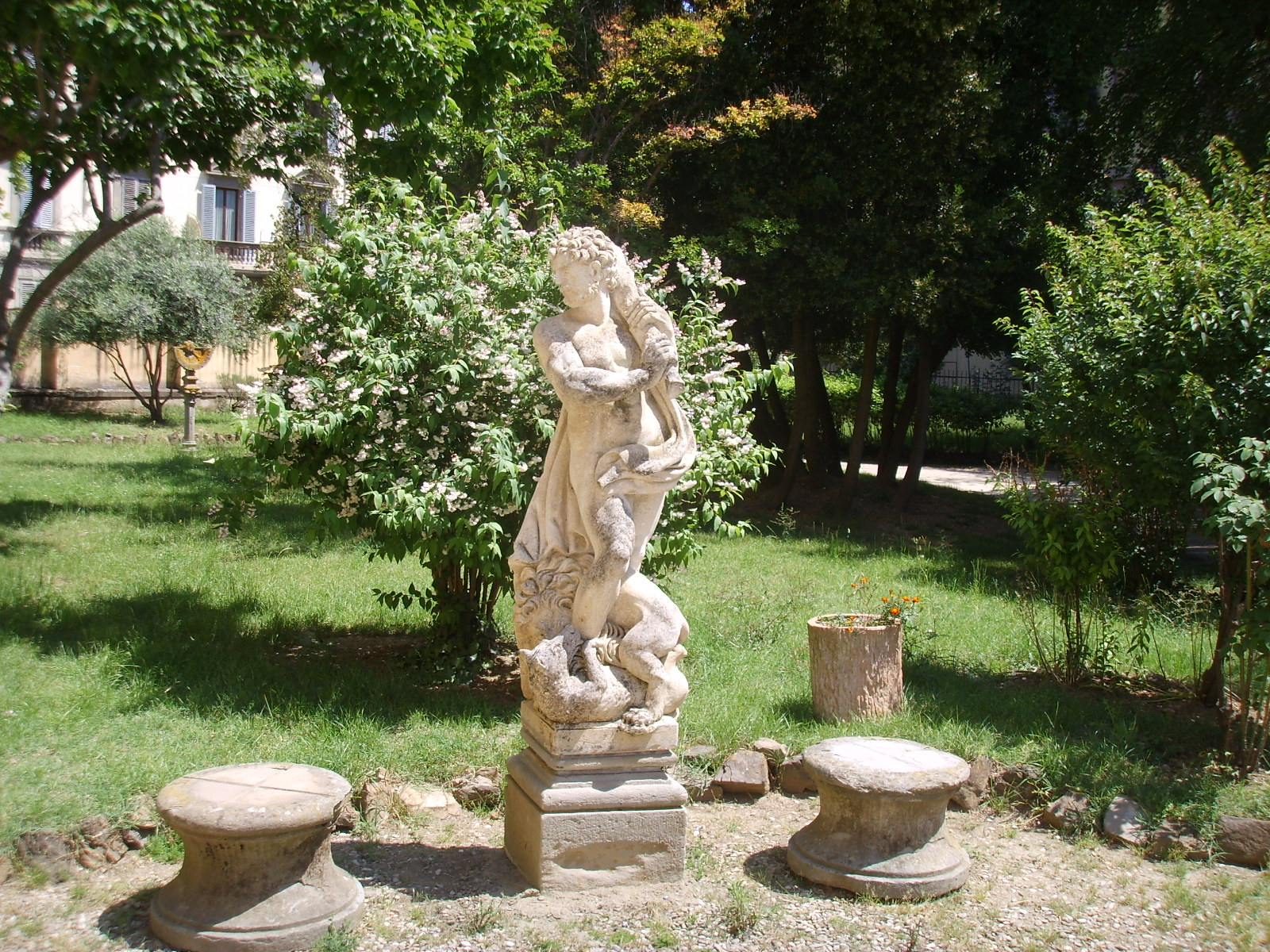
Detalhe do jardim.

Em 1702 foram reestruturados alguns ambientes interiores.
Depois da Revolução Francesa, o palácio foi habitado pelo Ministro residente da República Francesa, um tal Giot, e por duas noites hospedou o Imperador Napoleão Bonaparte (30 de Junho e 1 de Julho de 1796). Naquela época, Napoleão ainda não tinha fundado o Reino da Etrúria e encontrava-se na Toscânia para procurar os parentescos com os quais queria fundar as suas pretensões de nobreza.
Com a extinção dos Ximenes, em 1816, o palácio passou para os Panciatichi por via hereditária. Os irmãos Bandino e Leopoldo enriqueceram-no, fazendo-o reestruturar por Niccolò Matas, entre 1839 e 1840. O edifício foi, então, aumentado, em particular no lado do noviciado de San Salvatore, adquirido pelos dois irmãos pouco tempo antes. Em meados do século XIX, os Panciatichi transferiram-se para aqui vindos do Palazzo Panciatichi, passando esse a assumir, desde aí, funções essencialmente de representação. 
Depois de ter passado várias vezes de um proprietário para outro, actualmente está na posse da família Arrigoni degli Oddi.

## Arquitectura

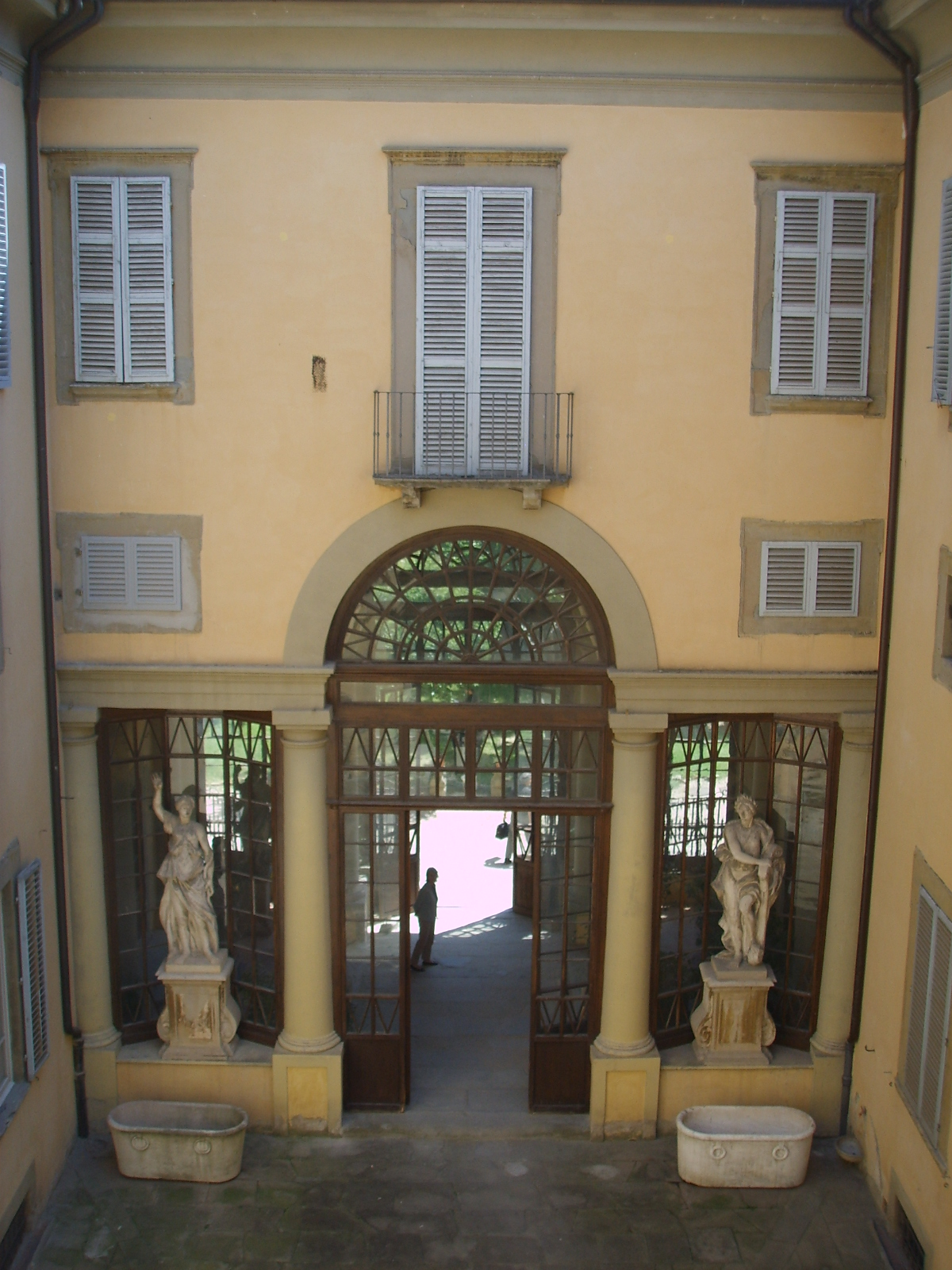
A serliana do pátio exterior.

A fachada remonta à intervenção seiscentista de Silvani, com um portal enquadrado por colmeado e flanqueado por dois pares de "janelas ajoelhadas" (finestre inginocchiate), sobre as quais se encontram as simples aberturas quadradas do mezzanino.
No andar nobre abre-se um terraço (não apoiado no portal, como se vê noutros palácios projectados por Silvani), e quatro janelas com arquitrave saliente, sublinhadas por uma cornija marca piso à altura dos peitoris. Destaca-se sobre o portal do terraço um grande brasão dos Ximenes. Peculiares são as duas lanternas que pendem dos lados do portal central.
O átrio foi decorado, em 1702, por duas escadas simétricas de complexo desenho curvilíneo quebrado e por um tecto com cornijas tipicamente rococó. Por duas portas laterais, acede-se às escadarias para os andares superiores.
No andar nobre encontram-se alguns ambientes de grande sugestão, como o vasto Salão de Baile (Salone da Ballo), decorado com estuques e por grandes molduras com afrescos de ruínas.

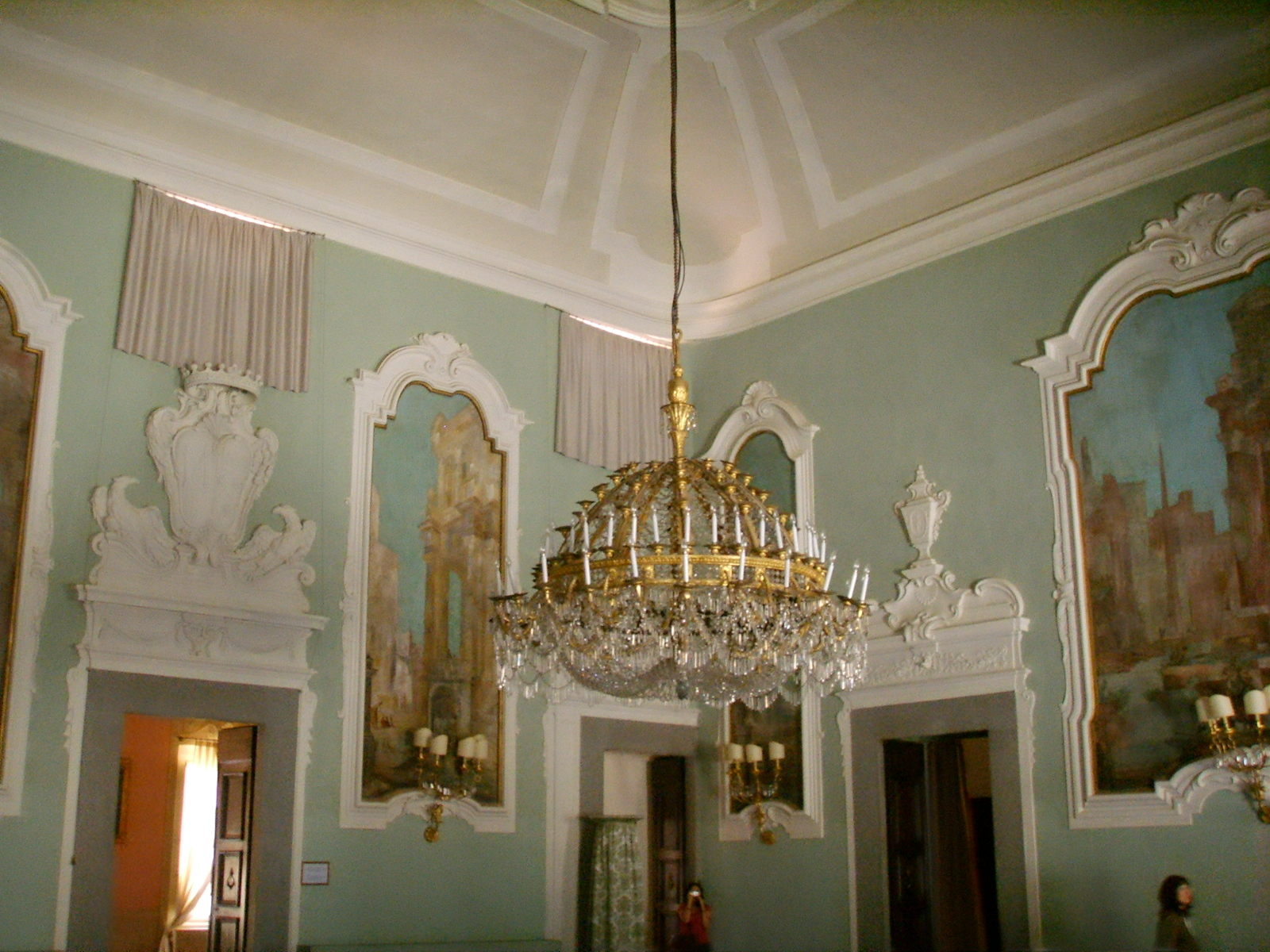
Salão de Baile.

Na vizinhança encontra-se uma sala que dá para o pátio, com um tecto afrescado com cenas mitológicas. Pela presença dos brasões dos Panciatichi e dos Ximenes, a decoração desta sala deve remontar à primeira metade do século XIX, quando dois elementos das duas famílias se uniram em matrimónio. Aqui se encontram algumas reproduções de pinturas, como o famoso "Retrato de Lucrezia Panciatichi" (ritratto di Lucrezia Panciatichi), de Agnolo Bronzino.
No piso térreo, depois do átrio, encontra-se um pátio decorado ao centro com um "Hércules que luta contra o leão" (Ercole che lotta contro il leone), talvez de Giovanni Baratta; nos lados, dentro de nichos, encontram-se um Apolo e uma Diana.
No lado oriental, uma loggia muito ampla separa o palácio do jardim. No jardim, o palácio apresenta uma faustosa abertura à serliana.
O jardim tem rasgos oitocentistas, com um grande canteiro central, em torno do qual circulam caminhos em saibro que abrem vários pontos de vista sobre o palácio. Num canteiro encontra-se um pequeno relógio de sol.

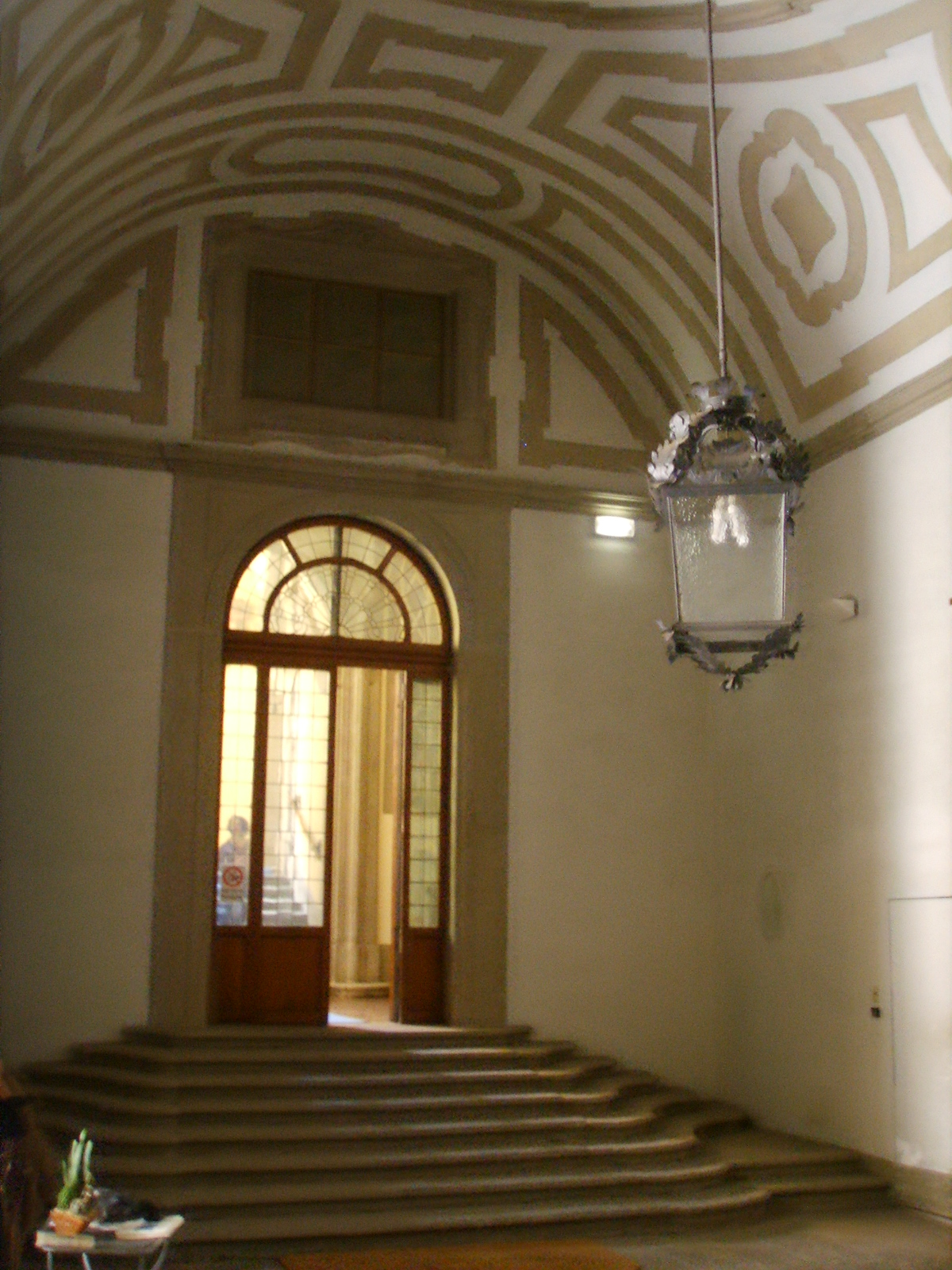
O vestíbulo
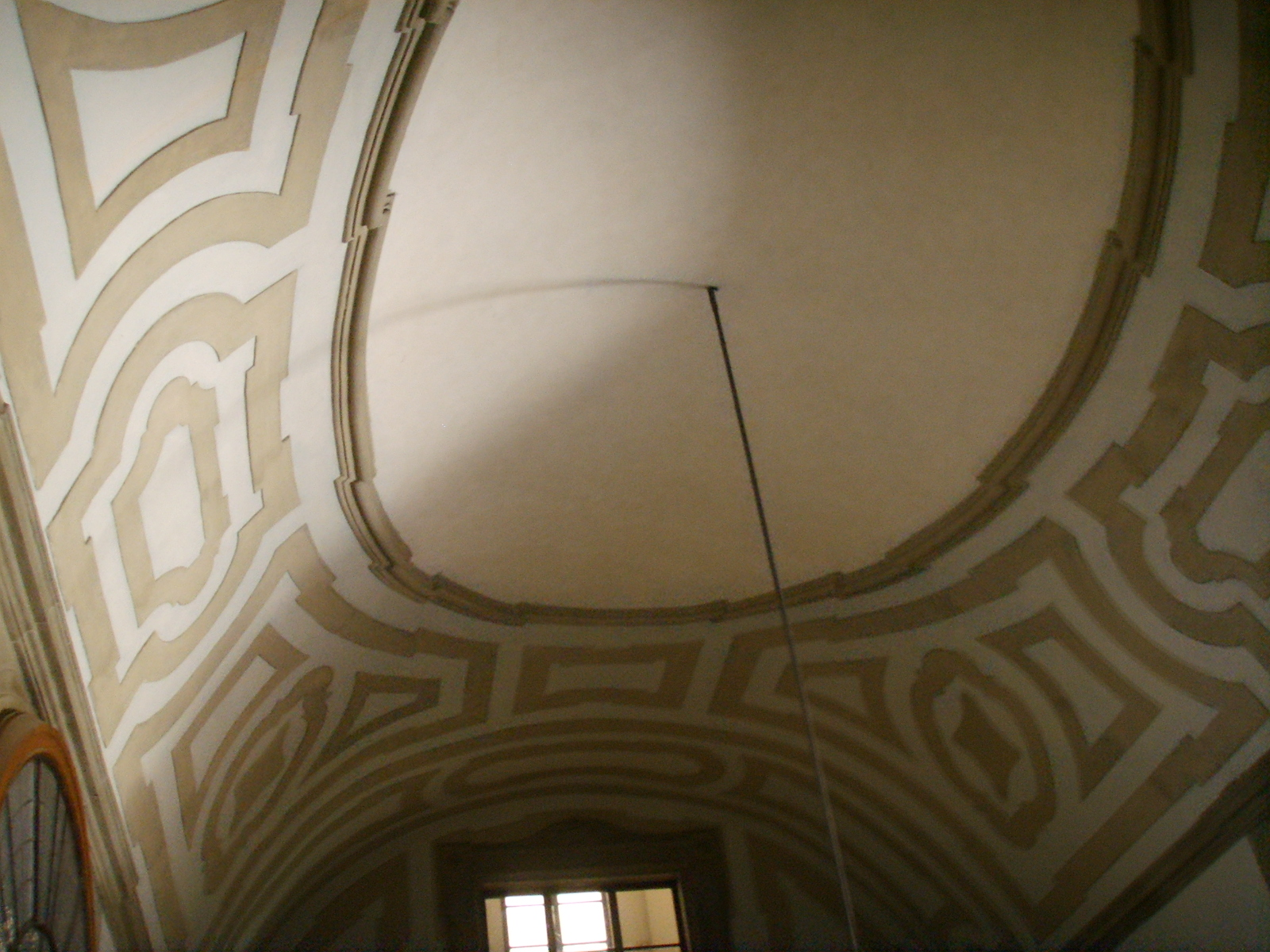
Tecto do vestíbulo
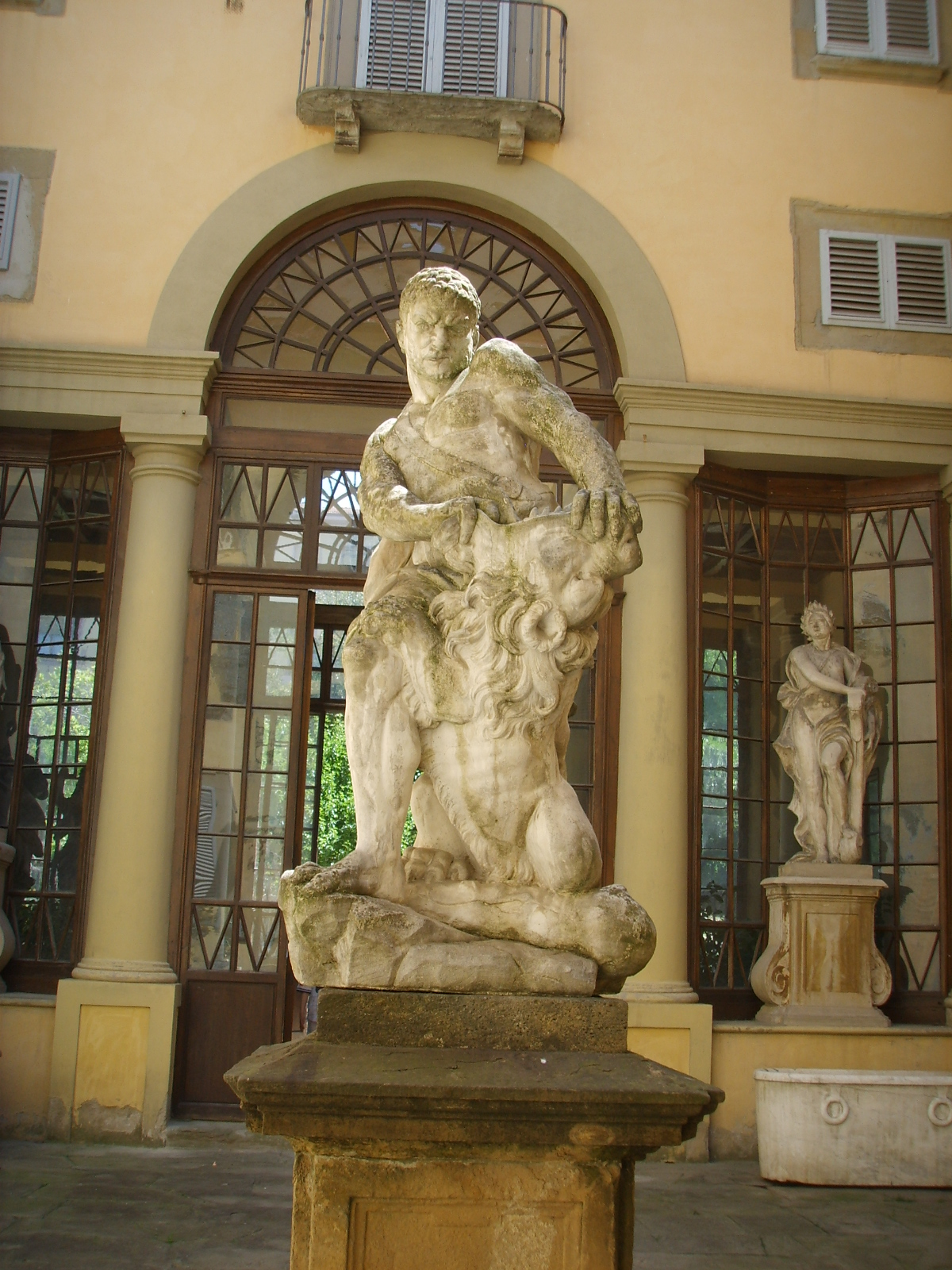
Estátua no pátio
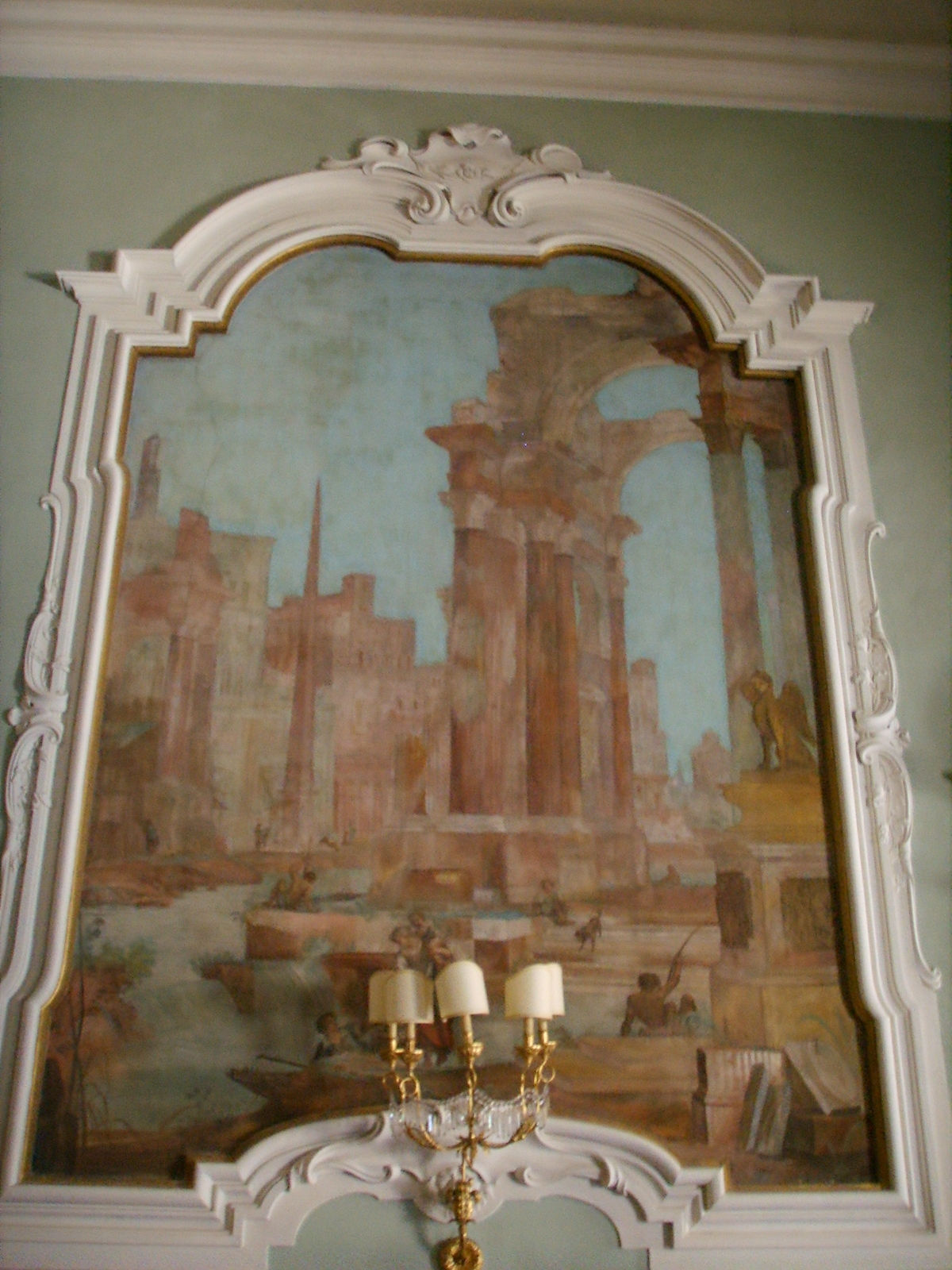
Afrescos de ruínas no salão
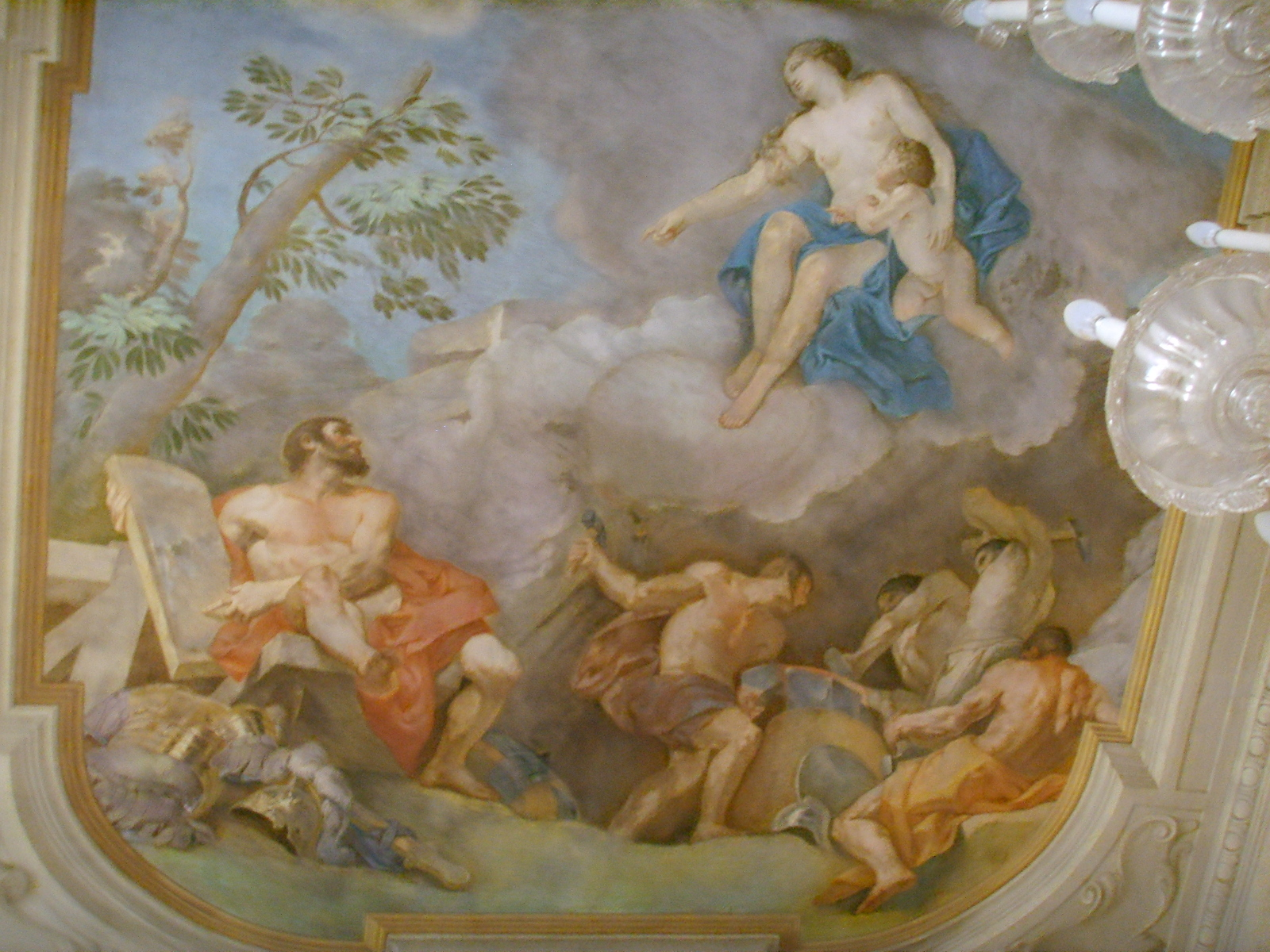
Afrescos

## Curiosidades
- Esta zona, no século XVI, era habitada por muitos artistas devido à sua vizinhança com a Academia de Belas Artes de Florença, então situada na Basilica della Santissima Annunziata junto à Capela de São Lucas. Viveram nesta zona Pontormo, Perugino, Andrea del Sarto (na Casa di Andrea del Sarto), Federico Zuccari (na antiga casa de Del Sarto, à qual flanqueou o Palazzo Zuccari) e Giambologna (no Palazzo Quaratesi), entre outros.

| Napoleão em Florença |
| --- |
| Em 1796, o General Napoleão Bonaparte visitava Florença e a Toscânia em busca de supostos parentes que lhe estavam muito próximo do coração. Entrou em Florença acompanhado pelo seu Estado Maior e pela sua escolta de doze dragões em alto uniforme. Depois de se alojar no Palazzo Ximenes junto ao ministro francês Giot, e de ter passado a noite, na manhã seguinte estava programado um almoço no Palazzo Pitti, a convite do Grão-duque Fernando III da Toscânia de Habsburgo-Lorena. Os dois tinham em comum a idade de vinte sete anos, mas características e interesses profundamente opostos. Com uma carruagem digna de um monarca, Napoleão deixou o Palazzo Ximenes acompanhado, além da escolta pessoal, por cem soldados do depauperado exército toscano. Talvez por pedido explícito, antes do almoço visitou a galeria grã-ducal, ou seja, a Galleria degli Uffizi e, através do Corredor Vasariano (Corridoio Vasariano), a Galeria Palatina do Palazzo Pitti, acompanhado pelo director da colecção Tommaso Puccini. As crónicas recordam como o futuro imperador ficou impressionado pela Venere Medici (foto ao lado), ao ponto de perguntar ironicamente a Puccini se o Estado da Toscânia teria declarado guerra se "alguém" tivesse pensado em transferir para Paris aquela obra-prima. Com efeito, Napoleão já havia posto os olhos na estátua que, sob uma precisa ordem sua, tomaria o caminho do Louvre depois da ocupação francesa e da fundação do Reino da Etrúria. Durante o almoço, cada um deles procurou permanecer num efémero nível de cordialidade, evitando o mais possível exprimir os próprios pensamentos. Ao anoitecer, Napoleão assistiu a um espectáculo teatral antes de regressar ao Palazzo Ximenes e partir da cidade na manhã seguinte. |